# میزری (فیلم)
میزری (به انگلیسی: Misery) فیلمی آمریکایی در ژانر وحشت روان‌شناختی دلهره‌آور به کارگردانی راب راینر و محصول سال ۱۹۹۰ است، که بر اساس از رُمانی به همین نام، از استیون کینگ ساخته شده است. این فیلم که با بازی ستارگانی مانند کتی بیتس و جیمز کان ساخته شده، دربارهٔ هوادار وسواس یک نویسنده است که او را زندانی کرده و وادار به نوشتن یک داستان می‌کند.
این فیلم در ۳۰ نوامبر ۱۹۹۰، از سوی کلمبیا پیکچرز، به نمایش درآمد. (میزِری)، در گیشه، پیروزمند پدیدار شد و بازخوردهای بسیار مثبتی، دریافت کرد. تقش‌آفرینی (بِیتس)، با ستایش گسترده نقدگران، روبرو شد و جایزهٔ اُسکارِ بهترین بازیگر زن را در شصت و سومین دورهٔ جوایز اسکار برای وی، به ارمغان آورد و میزِری را به تنها فیلمی دگرگون کرد که بر پایهٔ یک رُمان از استیون کینگ، برندهٔ اسکار شده است. کینگ گفته است که میزِری یکی از ده برگرفته‌های سینمایی دل‌خواهِ اوست.

## داستان
(پُل شلدن)، نویسندهٔ نام‌دار داستان دنباله‌دار (میزِری)، برآن می‌شود، واپسین بخش آن را با مرگ قهرمان داستان، به پایان برساند. سپس، از خانه تابستانی‌اش با (فورد موستانگِ) خود، راه بازگشت را در پیش می‌گیرد ولی در جاده لغزنده، خودرواش در شیب کناره راه، سُر می‌خورد و در آن رخداد خودرو، زخمی می‌شود. هنگامی که به خود می‌آید، پرستاری به نام (آنی ویلکس) را بالای سر خود می‌بیند که گویا از خوانندگان پرشور اوست. اما به‌زودی، گرفتار کابوس ترسناکی می‌شود…

## بازیگران
- جیمز کان در نقش پل شلدن
- کتی بیتس در نقش آنی ویلکس
- لورن باکال در نقش ماریا سیندل
- فرنسیس استرنهیگن در نقش ویرجینیا
- ریچارد فارنزورث در نقش باستر
- گراهام جارویس در نقش لیبی